# Krists Neilands
Krists Neilands (Ventspils, 18 augustus 1994) is een Lets wielrenner die anno 2022 rijdt voor Israel-Premier Tech.

## Carrière
Als junior wist Neilands in 2011 tweede te worden op het nationale kampioenschap tijdrijden en derde in de wegwedstrijd. Een jaar later werd hij wederom tweede in de tijdrit en won hij een etappe en het eindklassement in de Ronde van de regio Łódź. Als eerstejaars belofte werd hij derde op het nationale kampioenschap tijdrijden in zijn leeftijdsklasse en vijfde in de wegwedstrijd bij de eliterenners. Een jaar later won hij de strijd om de nationale tijdrittitel door het 25 kilometer lange parcours een minuut en één seconde sneller af te leggen dan zijn ploeggenoot Andris Vosekalns. In 2016 wist Neilands vijfde te worden in het eindklassement van de Grote Prijs Liberty Seguros en wist hij zijn kampioenstrui met succes te verdedigen. In de wegwedstrijd op het nationale kampioenschap werd in één koers om zowel de titel bij de eliterenners als bij de beloften te winnen. Neilands werd tweede, achter Aleksejs Saramotins, maar was daarmee wel de beste belofte. In zijn laatste wedstrijd van het jaar, de Ronde van Borneo, wist hij één etappe te winnen en negentiende te worden in het eindklassement. In 2016 werd Neilands vijfde in de beloftenversie van de Ronde van Vlaanderen en tiende in die van Luik-Bastenaken-Luik. In zowel de tijdrit als de wegwedstrijd tijdens de nationale kampioenschappen wist hij de tegenstand wederom te verslaan.
In 2017 werd hij prof bij Israel Cycling Academy. In mei van dat jaar won hij de laatste etappe in de Ronde van Azerbeidzjan, door met een voorsprong van 21 seconden op het peloton solo als eerste over de finish te komen. Eind juni werd hij nationaal kampioen op de weg, waarna hij in augustus tiende werd in het eindklassement van de Ronde van Portugal. Op het wereldkampioenschap haalde hij de finish van de wegwedstrijd niet.
In 2018 werd hij voor de tweede maal Lets kampioen bij de elite.

## Overwinningen
2012
2e etappe Ronde van de regio Łódź
Eindklassement Ronde van de regio Łódź
2014
 Lets kampioen tijdrijden, Beloften
2015
 Lets kampioen tijdrijden, Beloften
 Lets kampioen op de weg, Beloften
Jongerenklassement Ronde van Podlachië
3e etappe Ronde van Borneo
2016
 Lets kampioen tijdrijden, Beloften
 Lets kampioen op de weg, Beloften
2017
5e etappe Ronde van Azerbeidzjan
 Lets kampioen op de weg, Elite
Jongerenklassement Ronde van Portugal
2018
Dwars door het Hageland
 Lets kampioen op de weg, Elite
2019
2e en 4e etappe Ronde van Hongarije
Eind- en bergklassement Ronde van Hongarije
 Lets kampioen tijdrijden, Elite
Grote Prijs van Wallonië
Jongerenklassement Arctic Race of Norway

## Resultaten in voornaamste wedstrijden
| Jaar | Ronde van Italië | Ronde van Frankrijk | Ronde van Spanje |
| ---- | ---------------- | ------------------- | ---------------- |
| 2017 |                  |                     |                  |
| 2018 | 73e              |                     |                  |
| 2019 | 100e             |                     |                  |
| 2020 |                  | 85e                 |                  |
| 2021 | opgave           |                     |                  |
| 2022 |                  | 79e                 |                  |
| 2023 |                  | 50e                 |                  |
| 2024 |                  | 66e                 |                  |
| 2025 |                  | 88e                 |                  |

| Jaar | Milaan-San Remo | Gent-Wevelgem | Ronde van Vlaanderen | Amstel Gold Race | Luik-Bast.‑Luik | Ronde van Lombardije | Waalse Pijl | Parijs-Tours |  | WK op de weg |
| ---- | --------------- | ------------- | -------------------- | ---------------- | --------------- | -------------------- | ----------- | ------------ |  | ------------ |
| 2017 |                 | opgave        |                      |                  |                 |                      |             |              |  | opgave       |
| 2018 | 23e             |               |                      | opgave           |                 | opgave               |             | opgave       |  | opgave       |
| 2019 | 35e             |               |                      |                  |                 |                      |             |              |  | opgave       |
| 2020 |                 |               |                      |                  | 37e             |                      |             |              |  | 58e          |
| 2021 |                 |               |                      | 36e              | 25e             |                      | 31e         |              |  | opgave       |
| 2022 | 21e             |               |                      | 68e              |                 |                      |             |              |  |              |
| 2023 | 27e             |               | opgave               |                  | opgave          | opgave               | 139e        |              |  | 23e          |
| 2024 |                 |               | 43e                  | 100e             |                 | 113e                 |             |              |  | 71e          |
| 2025 |                 |               |                      |                  |                 |                      |             |              |  |              |

## Ploegen
- 2013 –  Rietumu-Delfin
- 2014 –  Rietumu-Delfin
- 2015 –  Rietumu-Delfin
- 2016 –  Axeon Hagens Berman
- 2017 –  Israel Cycling Academy
- 2018 –  Israel Cycling Academy
- 2019 –  Israel Cycling Academy
- 2020 –  Israel Start-Up Nation
- 2021 –  Israel Start-Up Nation
- 2022 –  Israel-Premier Tech
- 2023 –  Israel-Premier Tech
- 2024 –  Israel-Premier Tech
- 2025 –  Israel-Premier Tech

Barta · Brown · Costa · Curran · Daniel · Dunbar · Geoghegan Hart · Guerreiro · Joyce · Neilands · O'Donnell · Oien · Owen · Powless · Williams · Young
Boivin · Craven · Dempster · Díaz · Goldstein · Lemus · Lowndes · Neilands · Perry · Räim · Sagiv · Schreurs · Turek · Williams · van Winden · Yechezkel · Einhorn (stagiair) · Niv (stagiair) · Sessler (stagiair)
Ávila · Boivin · Dempster · Díaz · Earle · Enger · Gebremedhin · O. Goldstein · R. Goldstein · Hermans · Jensen · Lemus · Neilands · Niv · Perry · Plaza · Räim · Sagiv · Sbaragli · Schreurs · Turek · Williams · van Winden · Yechezkel
Ávila · Badilatti · Barbier · Boivin · Brändle · Crisey · Cataford · Cimolai · Dempster · Dunne · Earle · Einhorn (vanaf 1-6) · Enger · Gebremedhin · O. Goldstein · R. Goldstein · Hermans · Jensen · Minali · Neilands · Niv · Perry · Plaza · Räim · Sagiv · Sbaragli · Schreurs · Turek · van Asbroeck · van Winden · Ben Mosche (stagiair) · Ovett (stagiair) · Renard (stagiair)
Badilatti · Barbier · Biermans · Boivin · Brändle · Cataford · Cimolai · Dowsett · Einhorn · Goldstein · Greipel · Hermans · Hofstetter · Hollenstein · Martin · McCabe · Navarro · Neilands · Niv · Piccoli · Politt · Räim · Renard · Sagiv · Schelling · Sutherland · Vahtra · Van Asbroeck · Würtz Schmidt · Zabel
Barbier · Berwick · Bevin · Biermans · Boivin · Brändle · Cataford · Cimolai · De Marchi · Dowsett · Einhorn · Froome · Goldstein · Greipel · Hagen · Hermans · Hofstetter · Hollenstein · Impey · Jones vanaf 1 juli · Martin · Neilands · Niv · Piccoli · Renard · Sagiv · Vahtra · Van Asbroeck · Vanmarcke · Woods · Würtz Schmidt · Zabel
Barbier · Berwick · Bevin · Biermans · Boivin · Brändle · Cataford · Clarke · De Marchi · Dowsett · Einhorn · Froome · Fuglsang · Goldstein · Hagen · Hermans · Hollenstein · Houle · Impey · Jones · Neilands · Niv · Nizzolo · Piccoli · Sagiv (tot 3/8) · Strong · Teuns (vanaf 5/8) · Van Asbroeck · Vanmarcke · Woods · Würtz Schmidt · Zabel · Riccitello (stagiair)
Berwick · Boivin · Clarke · Einhorn · Frigo · Froome · Fuglsang · Gee · Goldstein · Hermans · Hollenstein · Hollyman · Houle · Impey · Jones · Neilands · Nizzolo · Pozzovivo (vanaf 6/3) · Reynders · Riccitello · Sagiv · Schultz · Strong · Teuns · Van Asbroeck · Vanmarcke (tot 7/7) · Williams · Woods · Würtz Schmidt · Zabel · Gilmore (stagiair) · Sheehan (stagiair)
Ackermann · Bennett · Blackmore (vanaf 3/5) · Boivin · Clarke · Einhorn · Frigo · Froome · Fuglsang · Gee · Hofstetter · Hollyman · Houle · Kogut · Neilands · Pickrell · Raisberg · Riccitello · Sagiv · Schultz · Schwarzmann · Sheehan · Stewart · Strong · Teuns · Van Asbroeck · Vernon · Williams · Woods · Würtz Schmidt · Zabel (tot 2/5) · Brown (stagiair)
- Gemeinsame Normdatei: 1276448198
- Nationale Bibliotheek van Letland: 000302833
- Virtual International Authority File: 800162062749651650000